# پشته‌های بزرگ نیوفاندلند

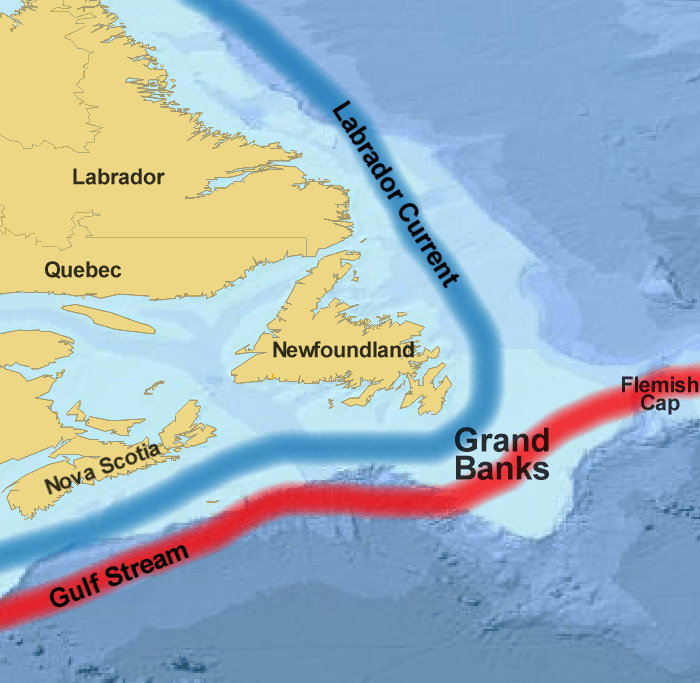
نقشه پشته‌های بزرگ نیوفاندلند

پشته‌های بزرگ نیوفاندلند (انگلیسی: Grand Banks of Newfoundland) مجموعه‌ای از فلاتهای زیر دریایی در جنوب شرق جزیره نیوفاندلند است که در فلات‌قاره آمریکای شمالی واقع شده است. این منطقه نسبتاً کم‌عمق است و ژرفای آن بین ۲۴ تا ۱۰۱ متر است. جریان سرد لابرادور در این منطقه با جریان گرم گلف استریم آمیخته می‌شود.